# راکووسی
راکووسی (به چکی: Rakousy) یک منطقهٔ مسکونی در جمهوری چک است که در ناحیه سمیلی واقع شده‌است. راکووسی ۱٫۴ کیلومتر مربع مساحت و ۸۶ نفر جمعیت دارد و ۲۵۷ متر بالاتر از سطح دریا واقع شده‌است.